# اسپلش کورپوریشن
اسپلش کورپوریشن (انگلیسی: Splash Corporation)  شرکت مراقبت‌های شخصی فیلیپینی است، که در سال ۱۹۸۵ تأسیس شد.